# Škoda Rapid
Škoda Rapid (укр. Шкода Рапід) — бюджетний седан чеської компанії Škoda Auto, який прийшов на заміну Škoda Octavia Tour.
Для різних ринків представлено різні моделі автомобіля. В 1935–1947 роках під цим ім'ям вже продавався седан Škoda Rapid, а в 1984-1990 роках купе Škoda Rapid.

## Škoda Rapid (1935–47)

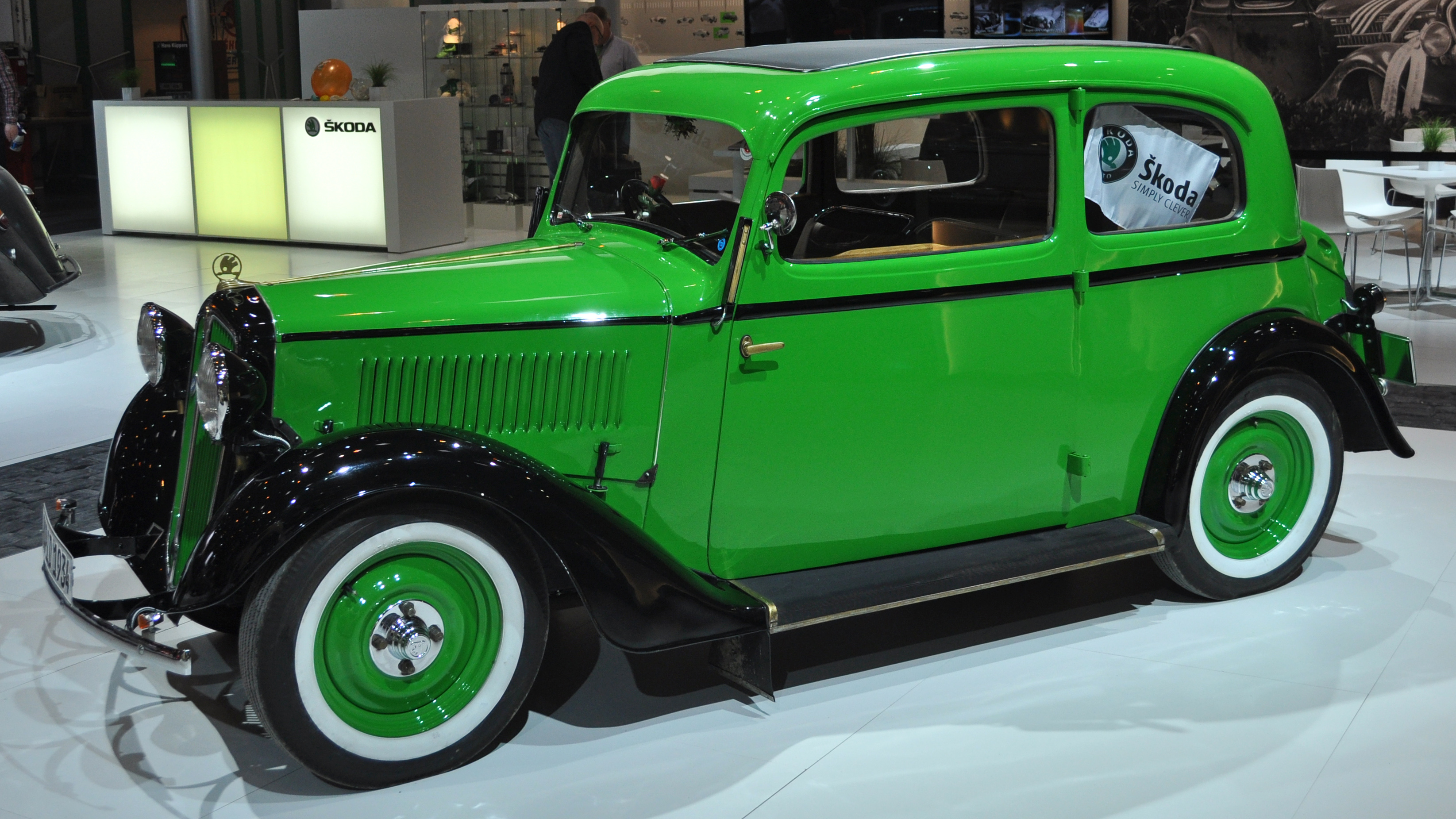
Škoda 420/421 Rapid (1934–1935)
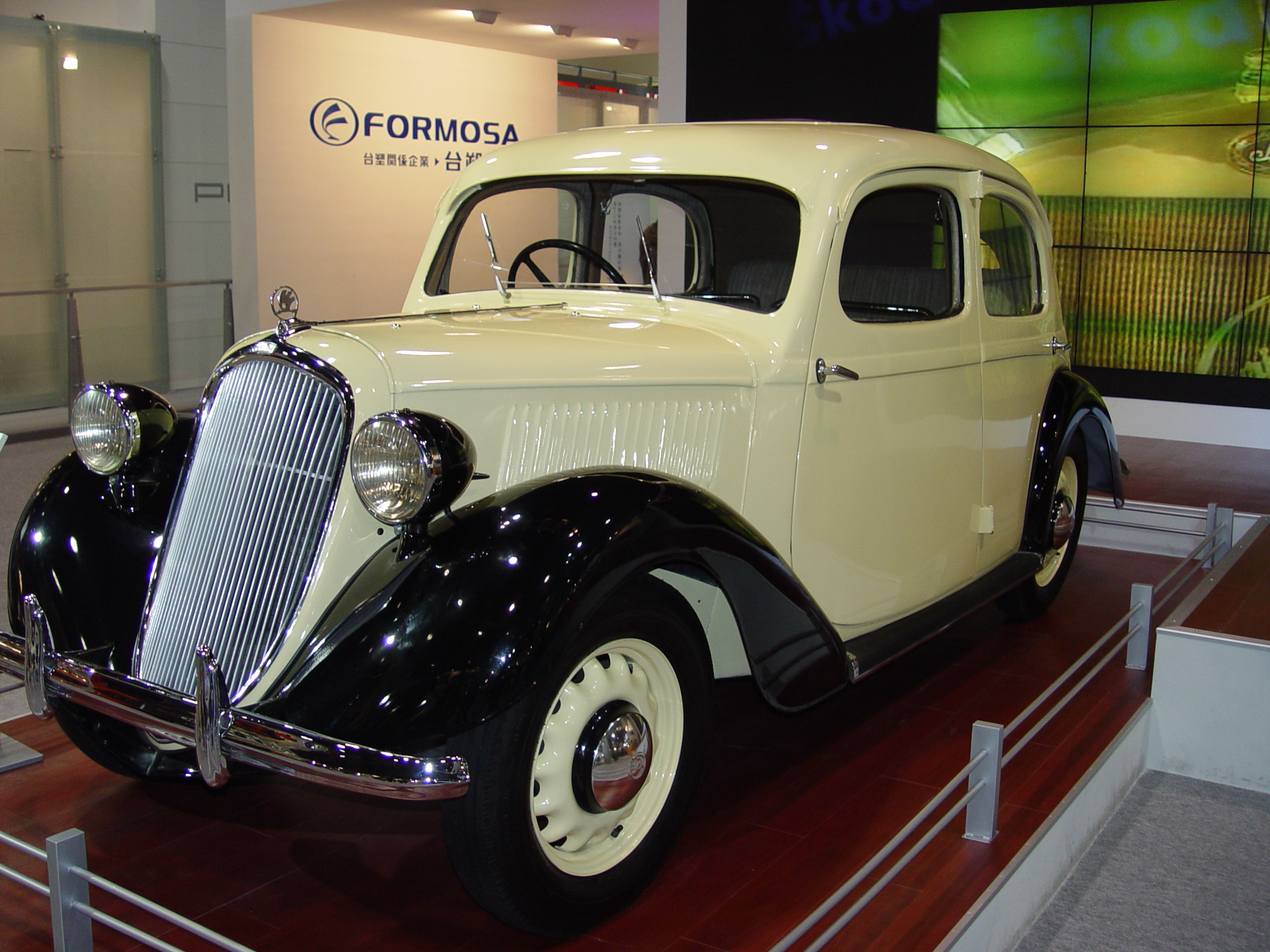
Škoda Rapid (1935–1938)
Škoda Rapid Six (1935)
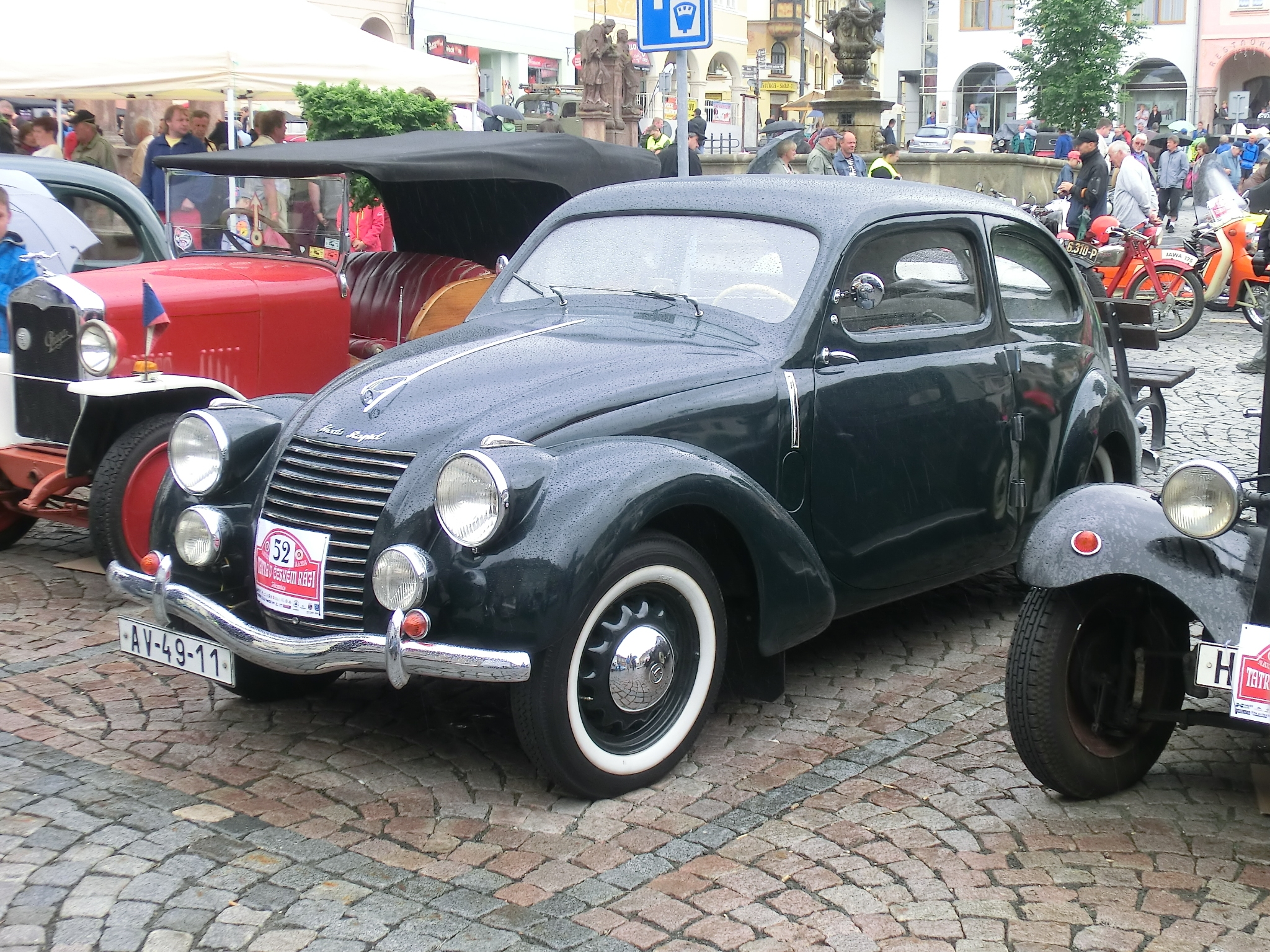
Škoda Rapid OHV (1938–1947)
Škoda Rapid 2200 (1941–1942)

## Škoda Rapid 130/135/136 (1984–1990)

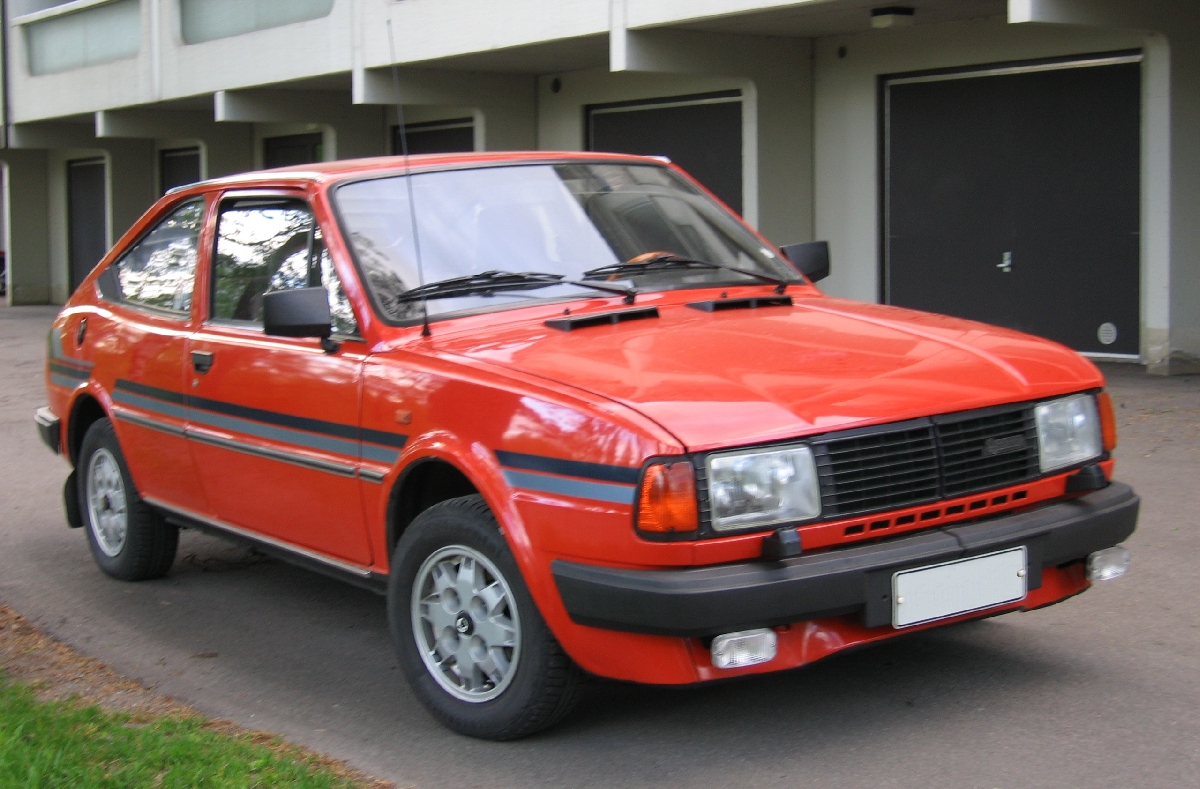
Škoda Rapid 135

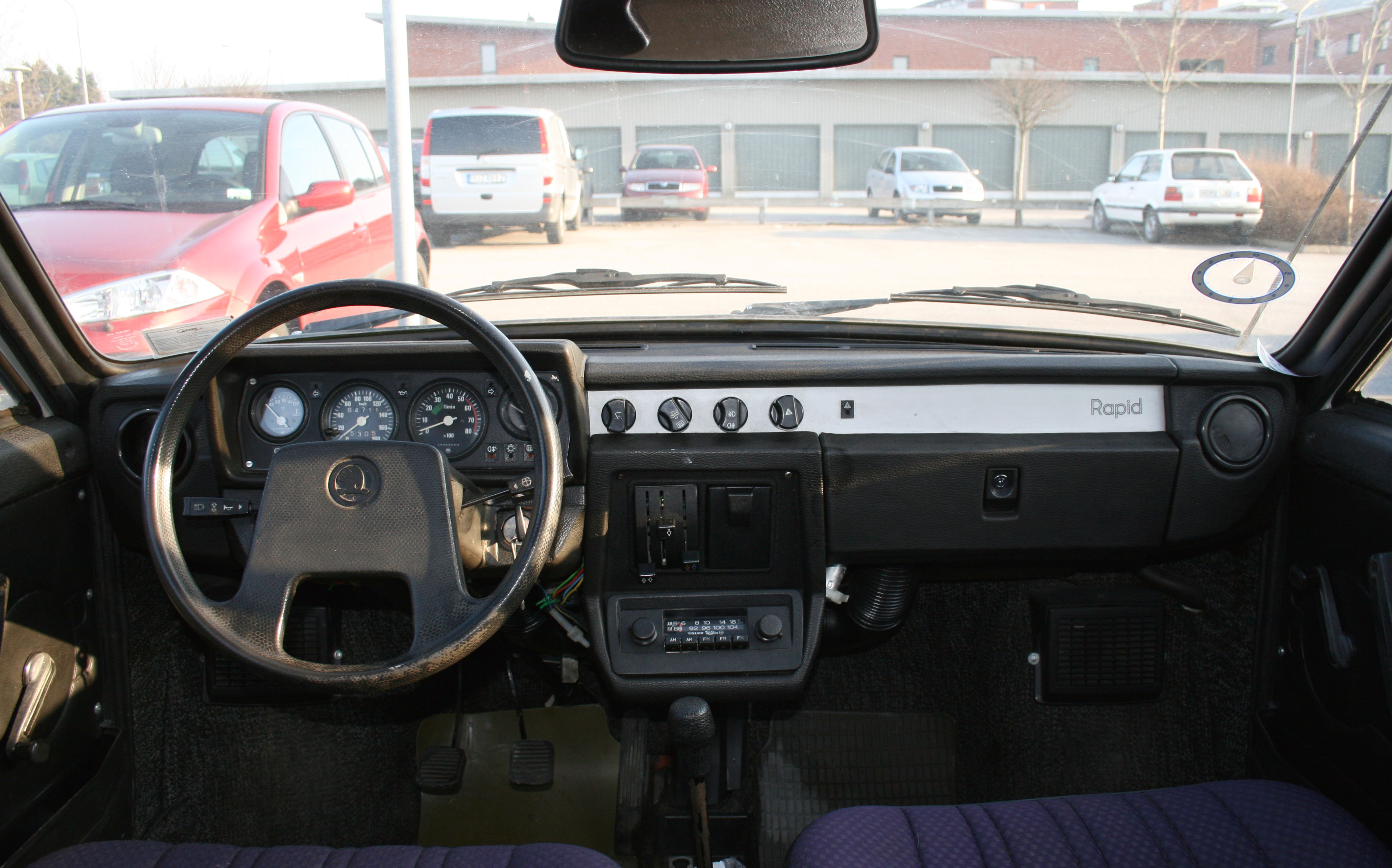
Салон Škoda Rapid 130

З 1984 по 1990 рік під назвою Škoda Rapid компанією AZNP Škoda виготовлялися задньоприводні автомобілі з кузовом типу купе. Існували такі моделі Škoda Rapid 130, 135 і 136, крім того, були і версії кабріолет. В порівнянні з попередньою Škoda Garde, Rapid комплектувався більш потужним двигуном, оснавщувався зміненою оптикою і інтер'єром. Модифікації 135 і 136 вироблялися тільки на експорт, оскільки у Чехословаччині не було відповідного палива. Дизайн автомобіля був створений на основі Škoda 742 1984 року і розроблявся дизайнерським ательє Giorgio Giugiaro.

### Двигуни
- 1174 см3 I4 40.5kW (Rapid 120)
- 1289 см3 I4 43kW (Rapid 130, 135)
- 1289 см3 I4 46kW (Rapid 136)

## 4d седан (Індія 2011–2021; Китай 2013—2023)
Є дві моделі 4-дверних седанів Škoda з емблемою Rapid. У Китаї Rapid має спільні кузовні панелі та інші основні елементи з китайським Volkswagen Santana 2012 року, але все ще має ідентичні передні панелі з європейським ліфтбеком.
Індійський Rapid, випущений у 2011 році, базується на седані Volkswagen Vento (Polo), який є зовсім іншою моделлю. Незважаючи на європейську версію, як китайські, так і індійські моделі є класичними 4-дверними 3-об'ємними седанами.
16 листопада 2011 року на заводі Škoda India індійського міста Пуна почалося виробництво Škoda Rapid для індійського ринку. Автомобіль покликаний зайняти своє місце між моделями Fabia і Octavia (відомішої тут під ім'ям Laura). У світі цей автомобіль уже відомий як Polo sedan, тільки для індійців його роблять з новою передньою частиною від Škoda.
Габарити моделі, в точності збігаються з розмірами Volkswagen Polo: 4384 міліметра в довжину, 1699 — в ширину і 1465 — у висоту.
Багажник вміщає 460 літрів. Автомобіль комплактується двома 1,6-літровими силовими агрегатами потужністю 105 к.с. один — бензиновий, а інший — дизельний.
Rapid представив деякі нові деталі «Simply Clever», а саме: двосторонній килимок у багажнику (гума/текстиль), тримач сигнального жилета під сидінням водія, знімний контейнер для сміття в обшивці дверей та скребок для льоду на кришці паливного бака.

### Фейсліфт(Індія)
У 2017 модельному році індійський Rapid отримав рестайлінг, який привів його стиль у відповідність до нової мови дизайну Škoda. Оновлена модель була випущена в листопаді 2016 року з низкою змін, спрямованих на підвищення її привабливості та збільшення обсягів продажів.
Рестайлінг Škoda Rapid 2017 року поставляється з переглянутим стилем, завдяки чому він виглядає більш чітким. Нові зміни в екстер'єрі включають нову передню решітку радіатора, фари, хромовані дверні ручки, задимлені задні ліхтарі тощо. Деякі з нових функцій включають круїз-контроль, склоочисники з датчиком дощу, регульоване рульове управління з регулюванням вильоту та граблів, бардачок з охолодженням та освітлення простору для ніг. За даними MotorBeam, спринт від 0 до 100 км/год для дизельного DSG становить 10,7 секунд з максимальною швидкістю 190,8 км/год, а з ручною — 10,3 секунди з максимальною швидкістю 200 км/год.

### Фейсліфт(Китай)
Китайська Škoda Rapid 2020 року отримала інший рестайлінг у порівнянні із моделлю з рФ 2020 року. Як для 5-дверного хетчбека Spaceback, так і для 4-дверного звичайного седана оновлений Rapid для китайського ринку оснащений новими фарами та задніми ліхтарями, натхненними європейською Scala, оновленою решіткою радіатора та оновленими бамперами. Оновлений інтер'єр Rapid'ів отримав нову 8-дюймову інформаційно-розважальну систему, яка пропонує оновлення по повітрю та підтримує підключення як Android Auto, так і смартфонів Apple. Як оновлені Rapid, так і Rapid Spaceback у Китаї оснащені 1,5-літровим чотирициліндровим бензиновим двигуном, що видає 111 к.с. (109 к.с. / 82 кВт) і 145 Нм (107 lb-ft) крутного моменту. У парі з п'ятиступінчастою механічною коробкою передач або шестиступінчастою автоматичною коробкою передач силовий агрегат вже відповідає оновленому стандарту викидів China VI b, який набув чинності з липня 2023 року.

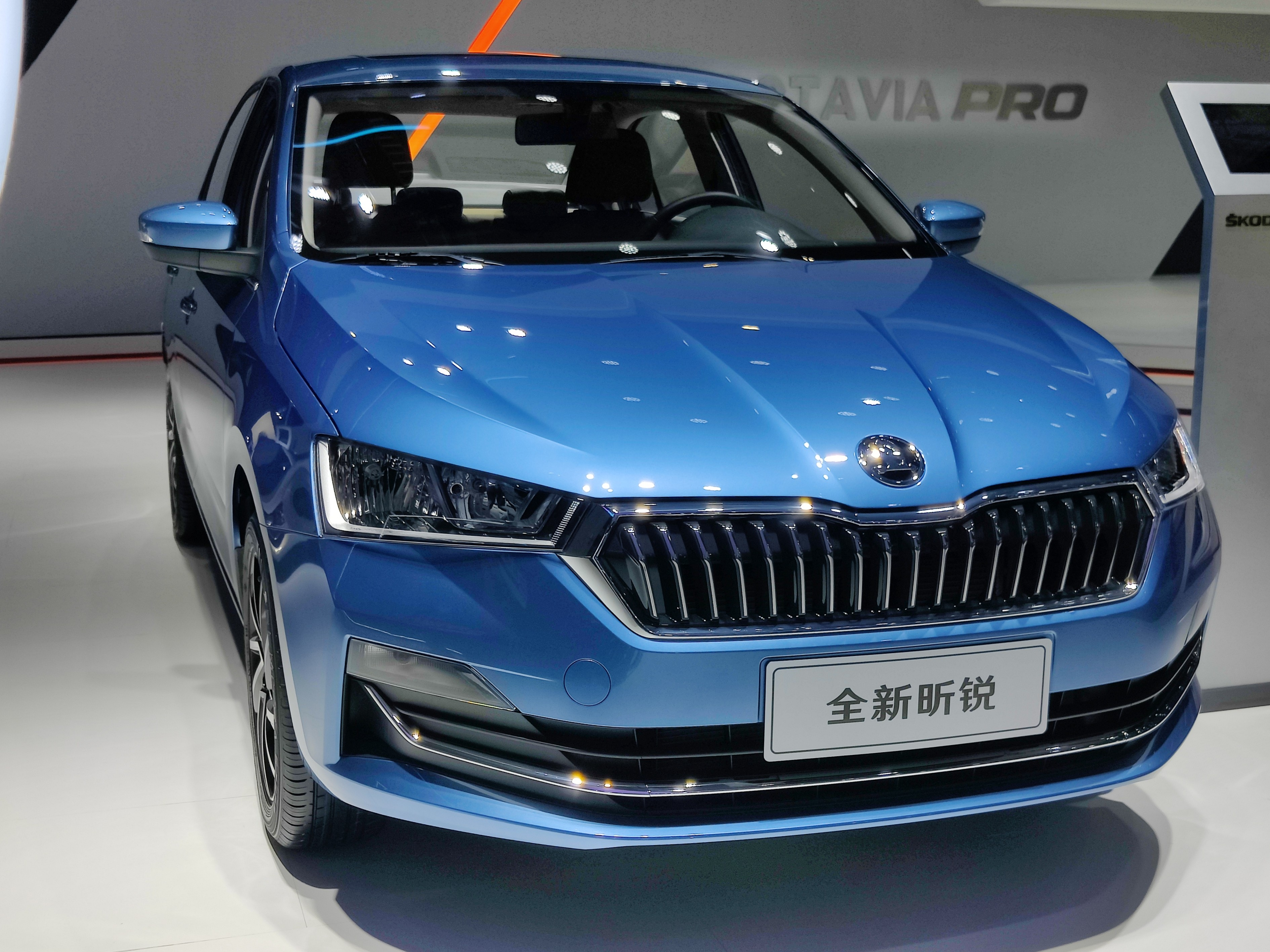
2020 Škoda Rapid седан в Китаї (спереду)
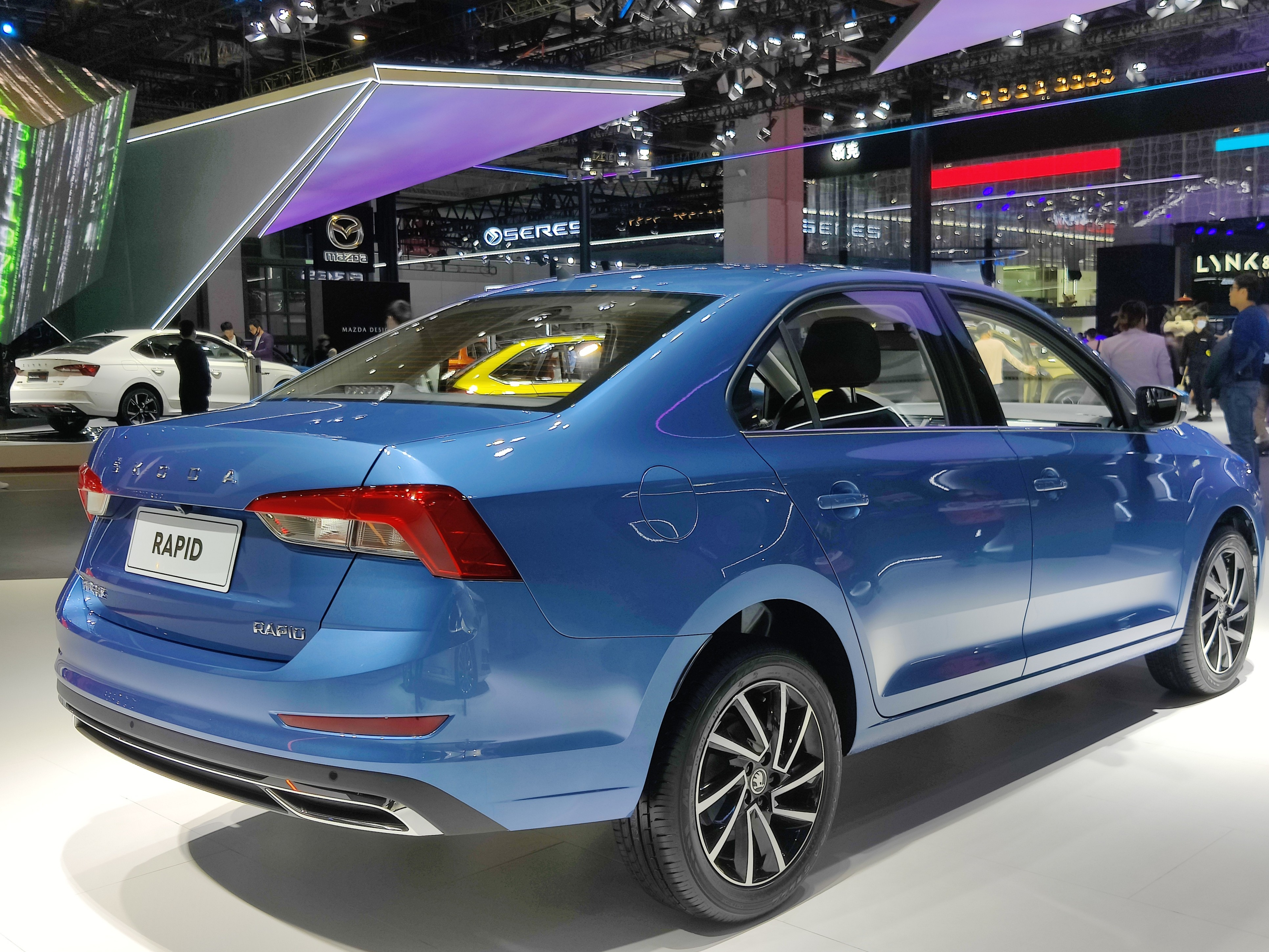
2020 Škoda Rapid седан в Китаї (ззаду)
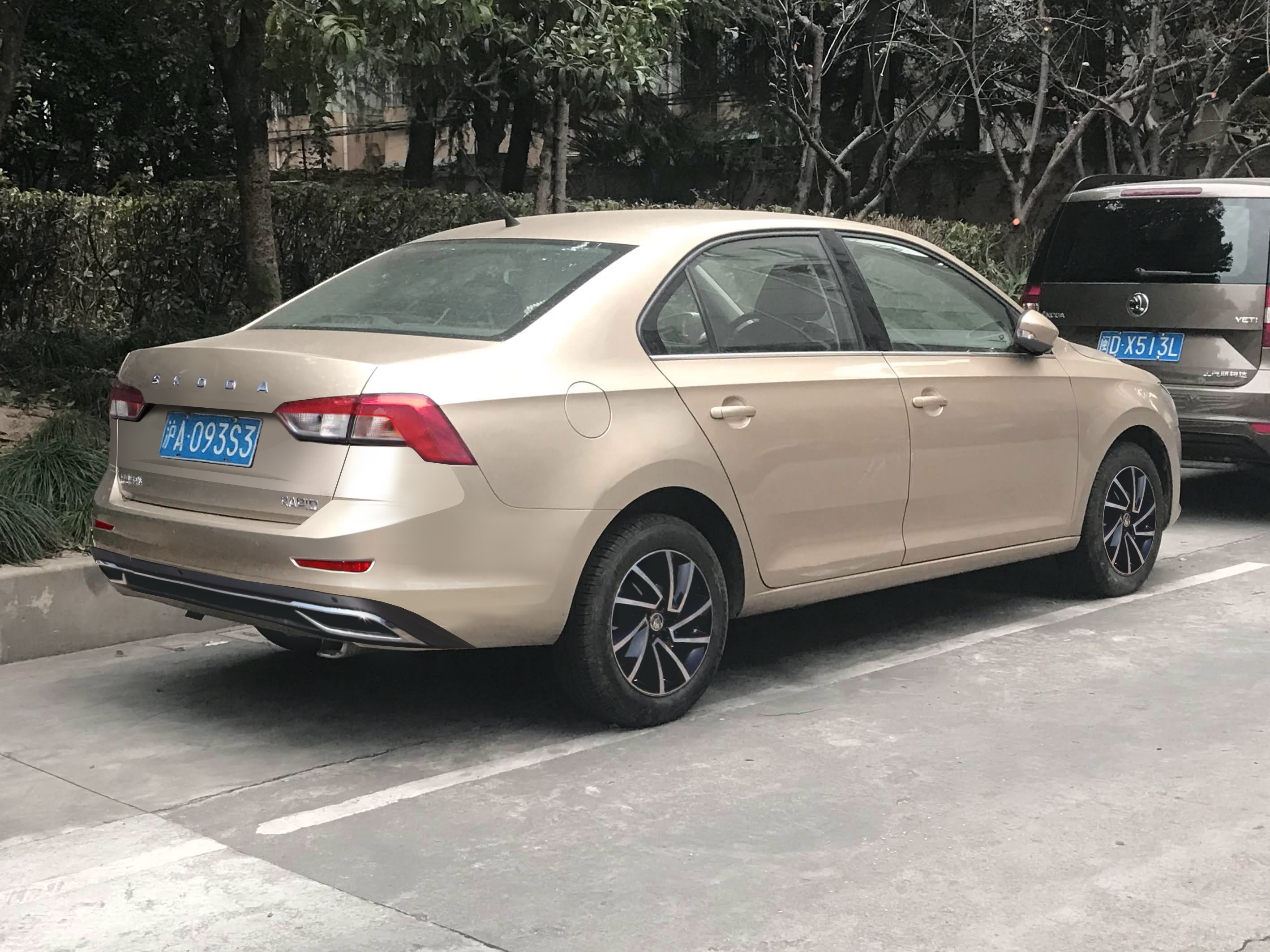
Skoda Rapid фейсліфт (пів оберту)
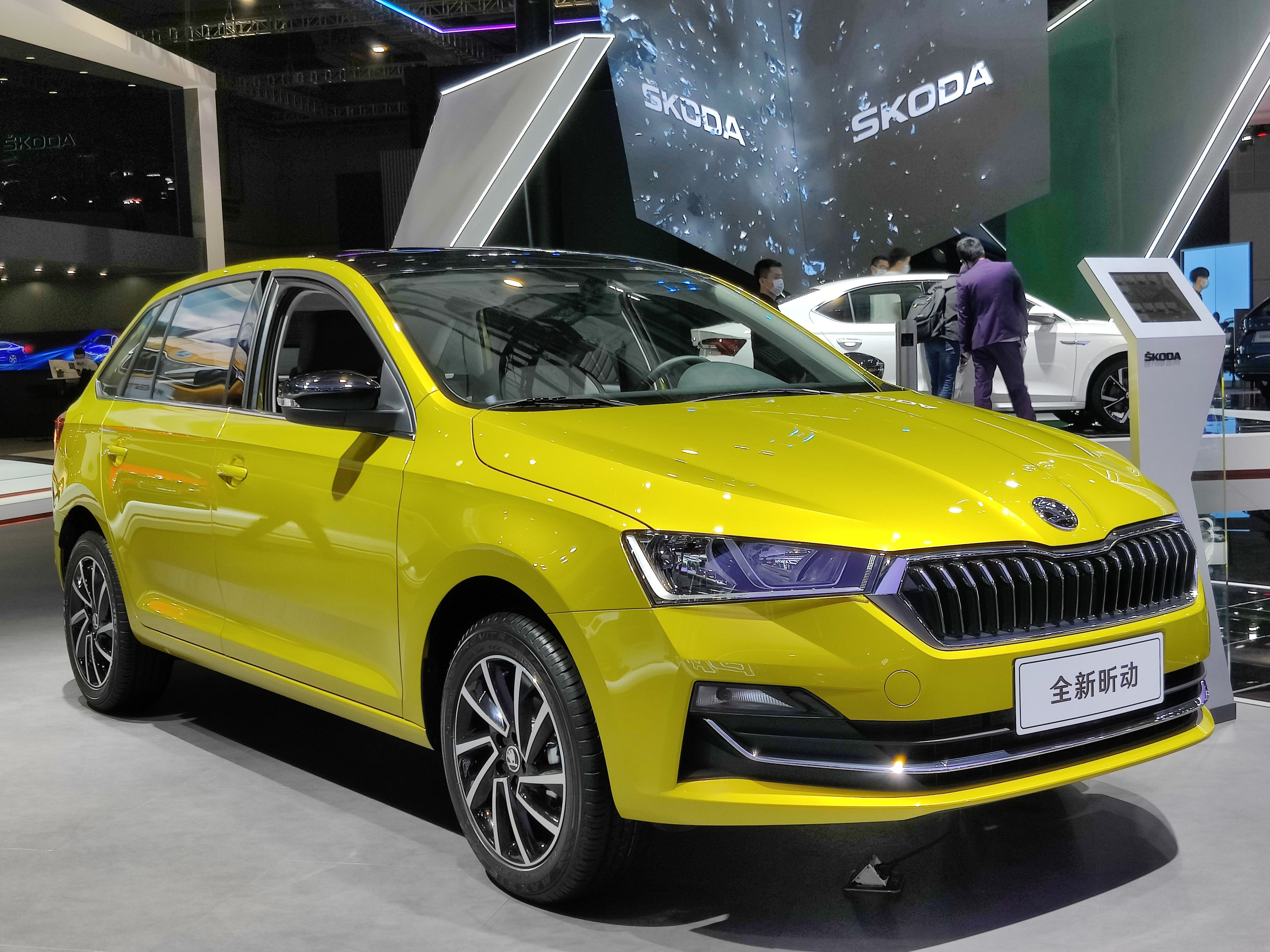
2020 Škoda Rapid Spaceback в Китаї (спереду)
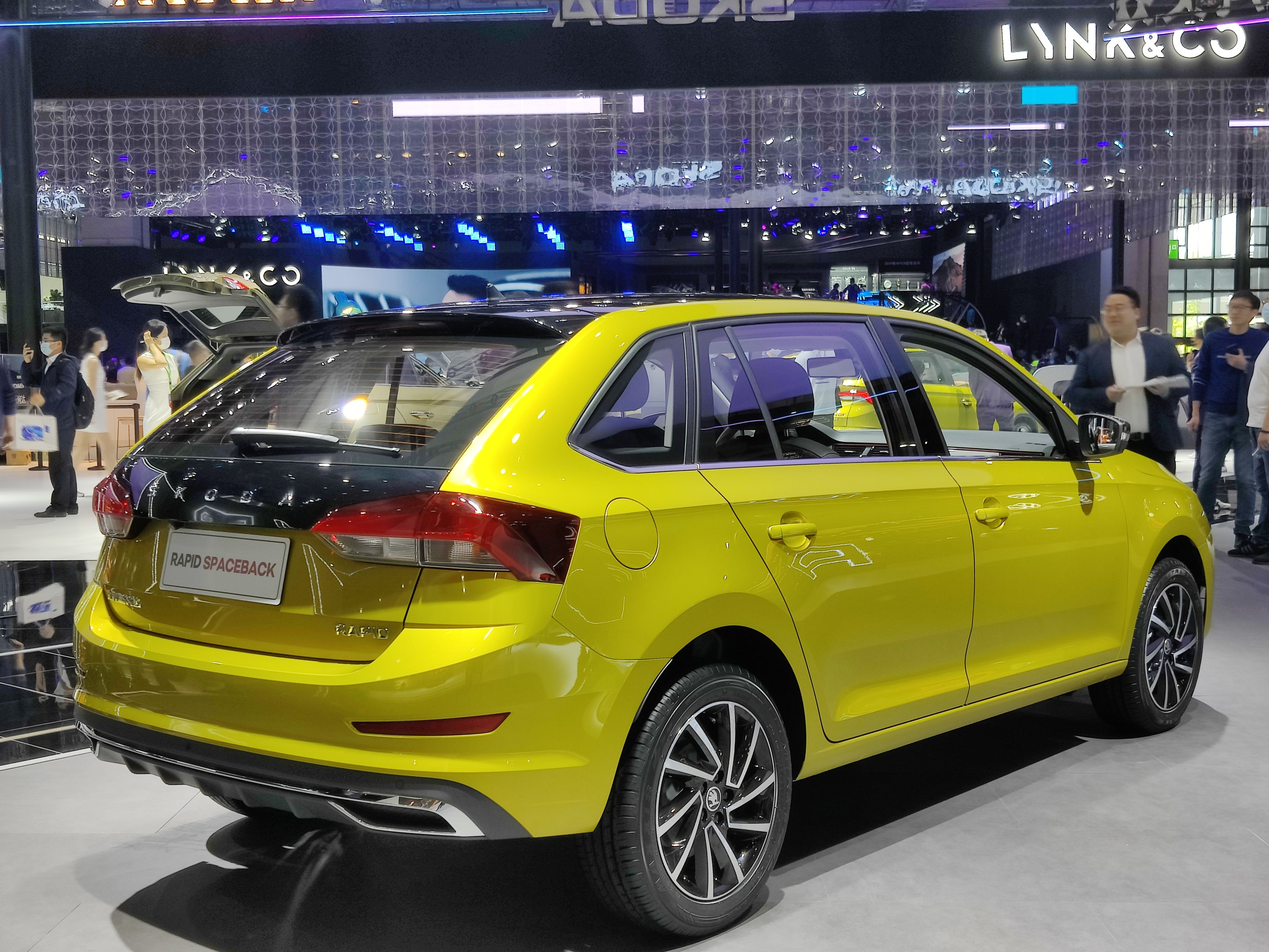
2020 Škoda Rapid Spaceback в Китаї (ззаду)

### Двигуни
| Модель       | Циліндри   | Двигун     | Клапана    | Об'єм см³  | Потужність при об/хв     | Крутний момент при об/хв | Роки виробництва |            |
| Бензиновий   | Бензиновий | Бензиновий | Бензиновий | Бензиновий | Бензиновий               | Бензиновий               | Бензиновий       | Бензиновий |
| ------------ | ---------- | ---------- | ---------- | ---------- | ------------------------ | ------------------------ | ---------------- | ---------- |
| 1.6 16V      | 4          | DOHC       | 16         | 1598       | 105 к.с. (77 кВт) / 5600 | 153 Нм / 3800            | з 2011           |            |
| Дизельний    |            |            |            |            |                          |                          |                  |            |
| 1.6 TDI (CR) | 4          | DOHC       | 16         | 1598       | 105 к.с. (77 кВт) / 4400 | 250 Нм / 1500–2500       | з 2011           |            |

## 5d ліфтбек (NH3; 2012–2023)

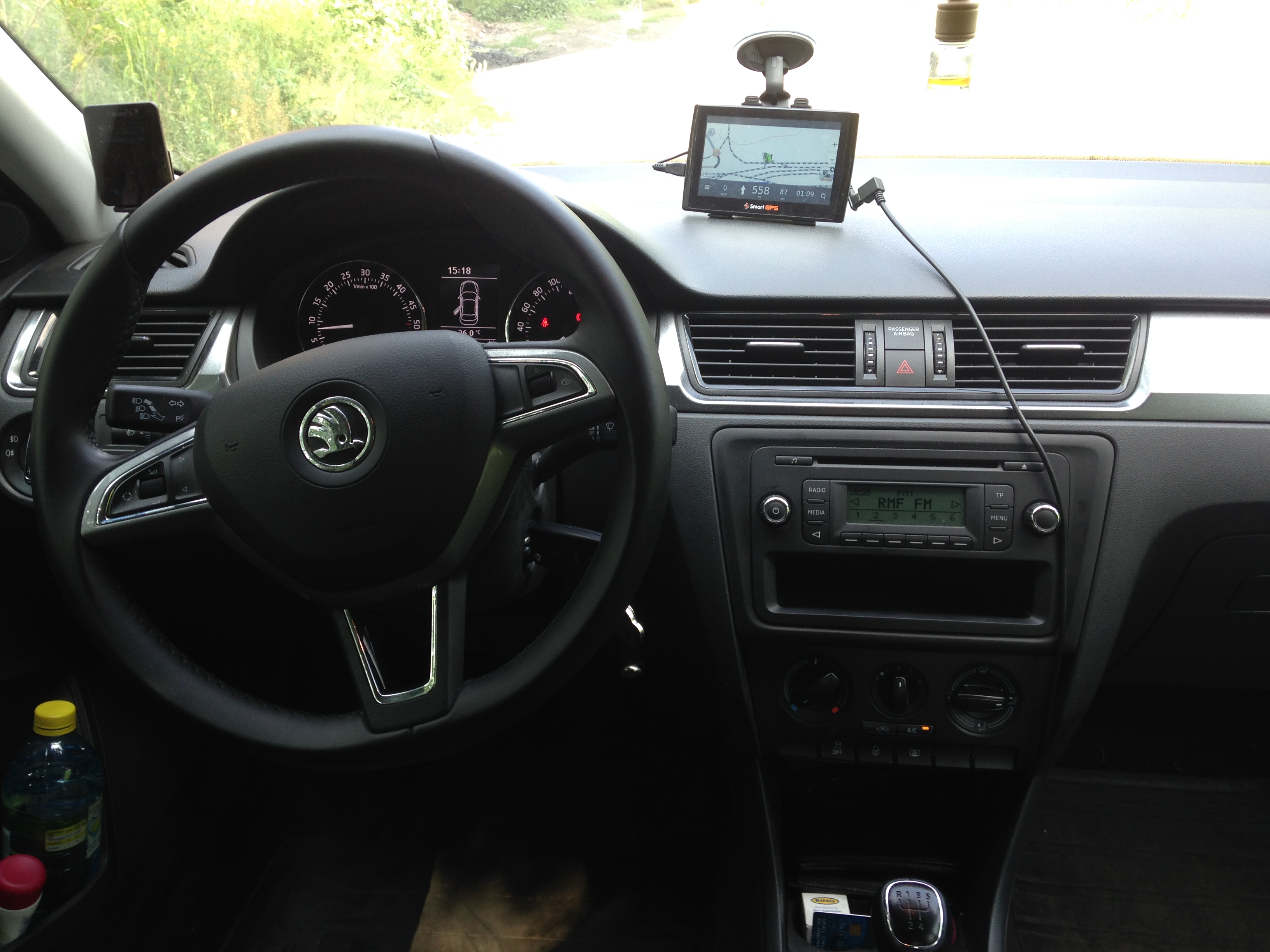
Салон Škoda Rapid

Для світового ринку компанія Škoda підготувала спеціальну, дещо більшу ніж індійська модель, яка має таке ж ім'я.
Вперше концепт-кар під назвою Škoda MissionL представлений на Франкфуртському автосалоні 2011 року.
Потім, на Пекінському автосалоні 2012 року, в квітні, був показаний прототип автомобіля, вже з назвою Rapid. Остаточну версію готового продукту показано у вересні 2012 року, на Паризькому автосалоні, автомобіль подібний на SEAT Toledo четвертого покоління. Продажі почалися в кінці 2012 року в Європі і рФ, і в 2013 році в Китаї.
Виділяють 3 модифікації Skoda Rapid: S, SE і Elegance. Модель S оснащена: передніми AM/FM радіо, вікнами з електроприводом і аудіосистемою з 4 динаміками. Комплектація SE доповнена: 15-дюймовими колесами, кондиціонером, Bluetooth і задніми вікнами з електроприводом. Найдорожча модель Elegance оснащена: 16-дюймовими колесами, клімат-контролем, заднім парктроніком та центральним підлокітником спереду.

### Фейсліфти
У 2017 році модель Rapid пройшла рестайлінг. Вона отримала одифіковану передню панель і нові фари, які можуть бути оснащені біксеноновими фонарями зі світлодіодними елементами. Були додані допоміжні системи і салон отримав дещо змінену панель приладів. Базовим двигуном замість 1,2 MPI (55 кВт) став 1.0 TSI (70 кВт), тоді як двигун 1.2 TSI був повністю видалений з лінійки.
Наприкінці 2019 року ліфтбек Rapid вдруге пройшов фейсліфт для ринків рФ та СНД, принісши значні оновлення стилю та оснащення. Skoda Rapid 2020 отримала нове обличчя завдяки трикутним світлодіодним фарам, схожим на хетчбек Scala, оновленому бамперу з більш спортивним дизайном і шестикутній корпоративній решітці радіатора бренду.
У задній частині він отртимав L-подібні задні LED ліхтарі. Також новим є тонкий спойлер "юбки", оновлений бампер і напис «Skoda» на ляді багажника. Капітальне оновлення інтер'єру отримало дуже схожий дизайн зі Scala, також з'явилось кілька нових функцій, які включають цифрову панель приладів, новітню інформаційно-розважальну систему з 6,5-дюймовим «плаваючим» сенсорним дисплеєм (опціонально доступний й 8-дюймовий блок), дві розетками USB-C на центральній консолі та підігрів керма.

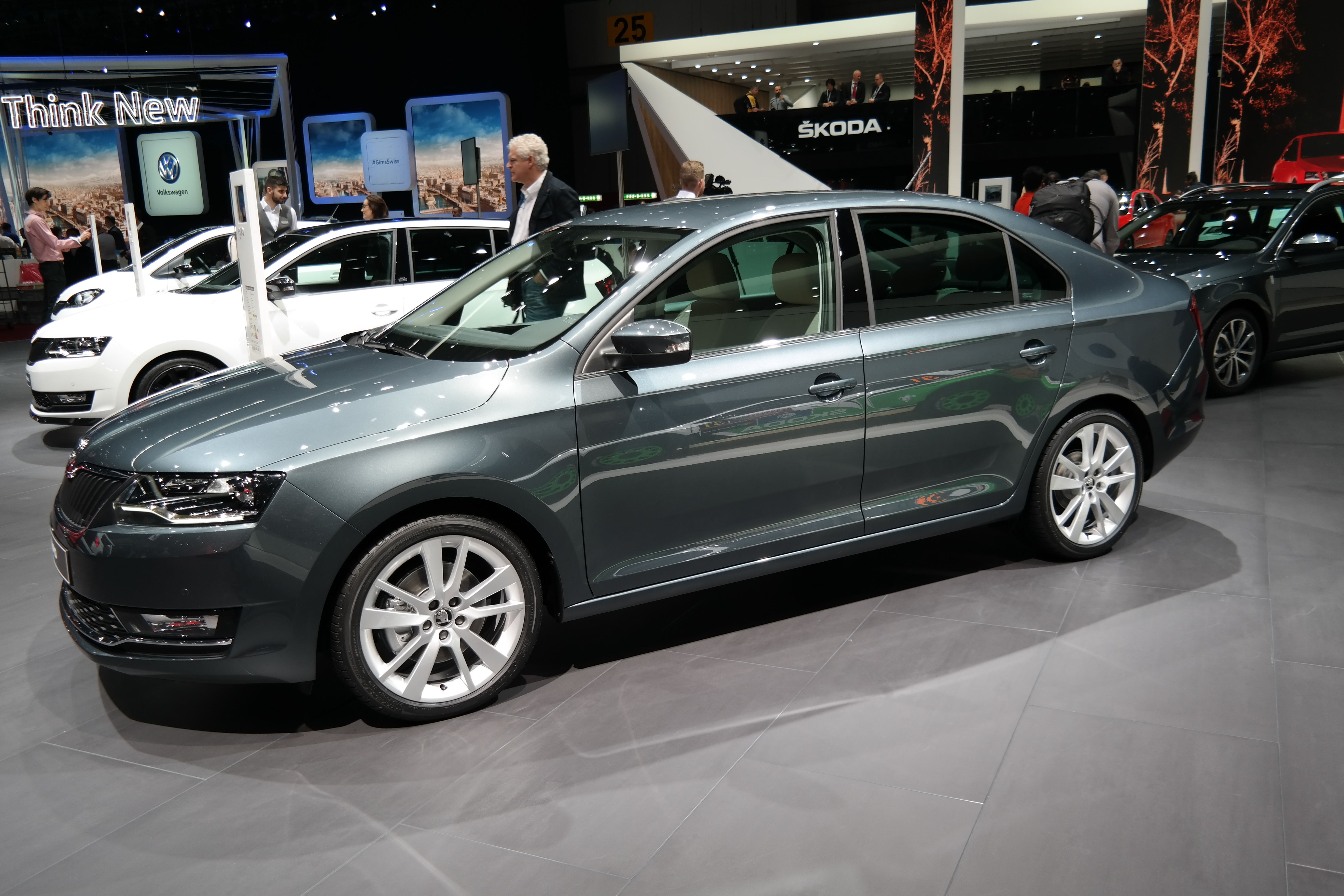
Škoda Rapid (фейсліфт 2017)
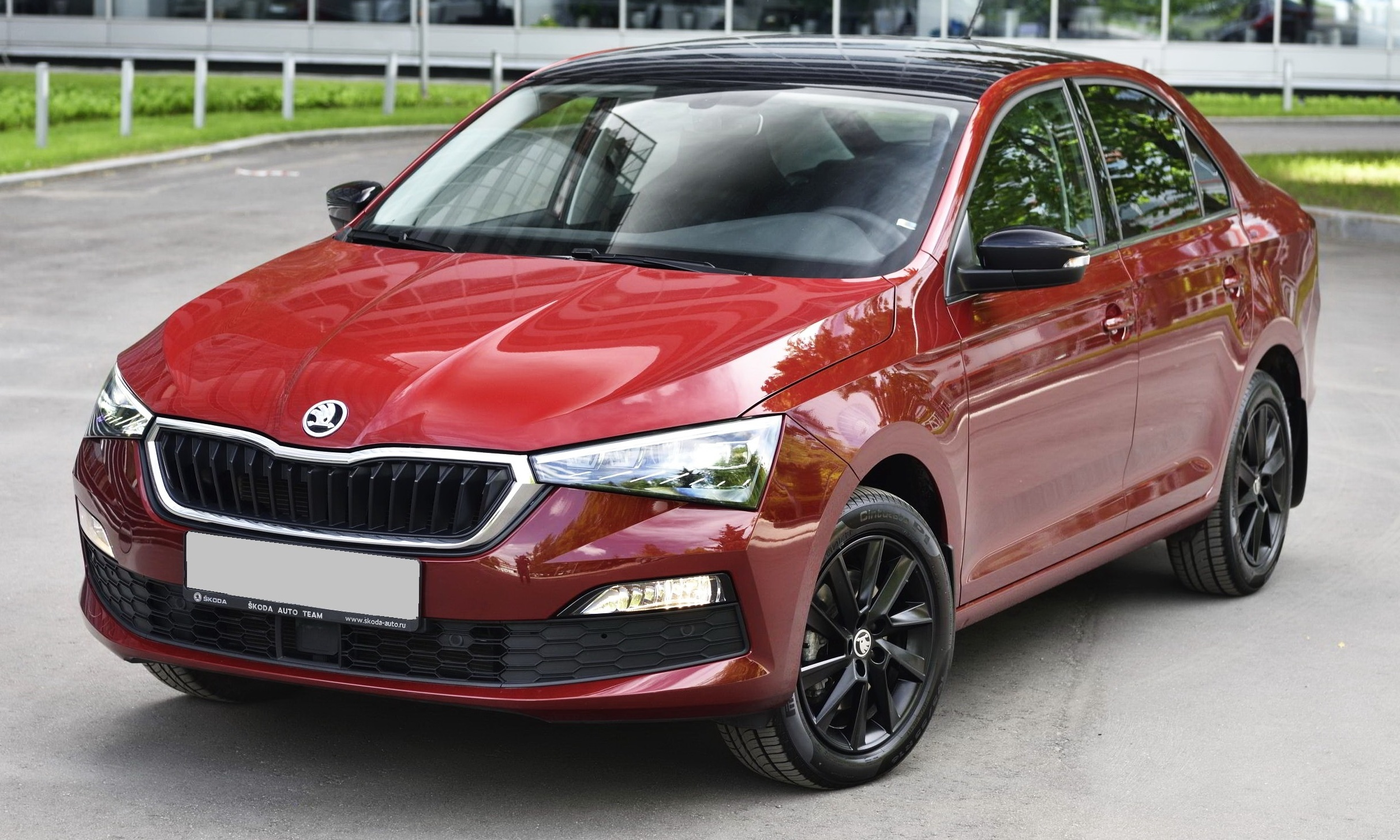
Škoda Rapid (фейсліфт 2020, рФ)
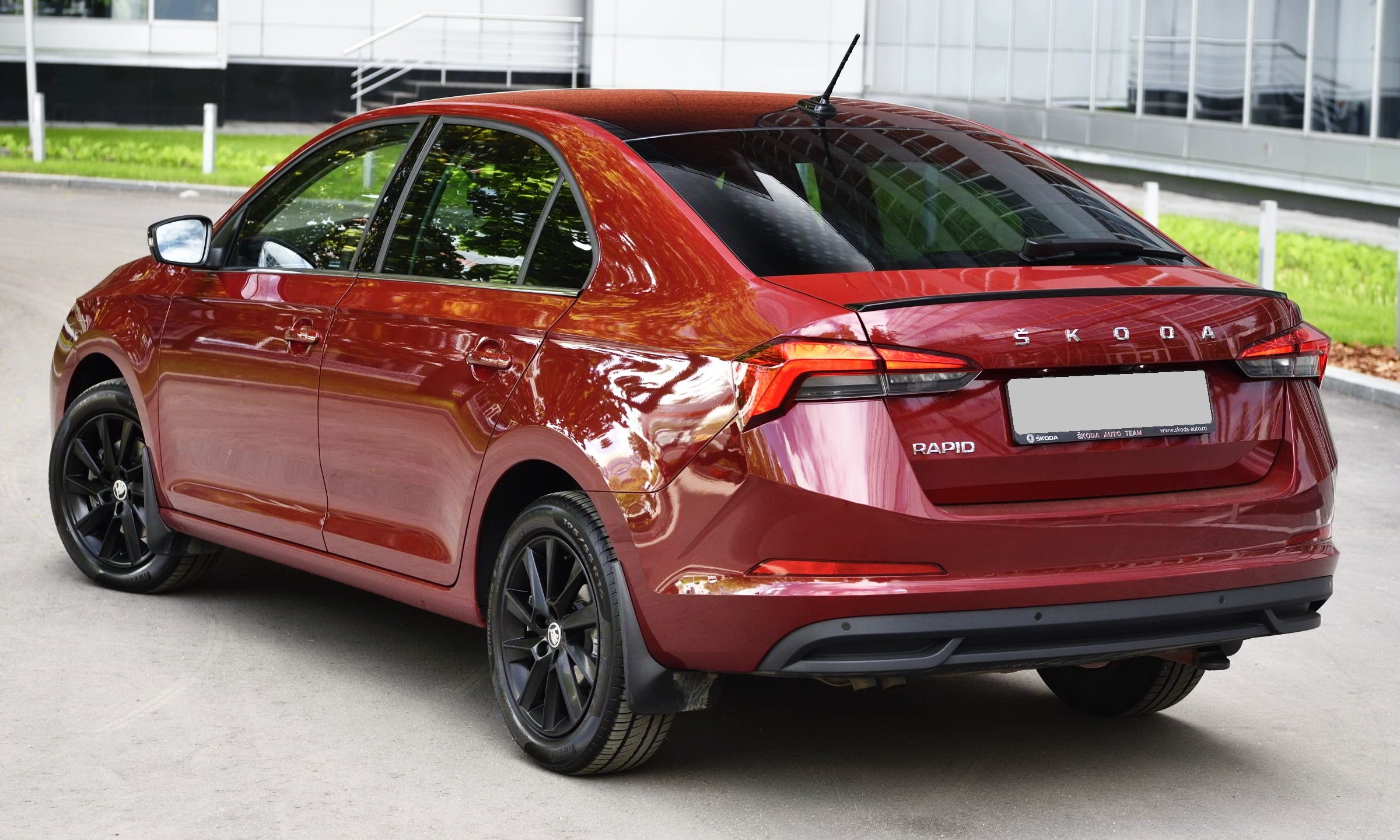
Škoda Rapid (фейсліфт 2020, рФ)
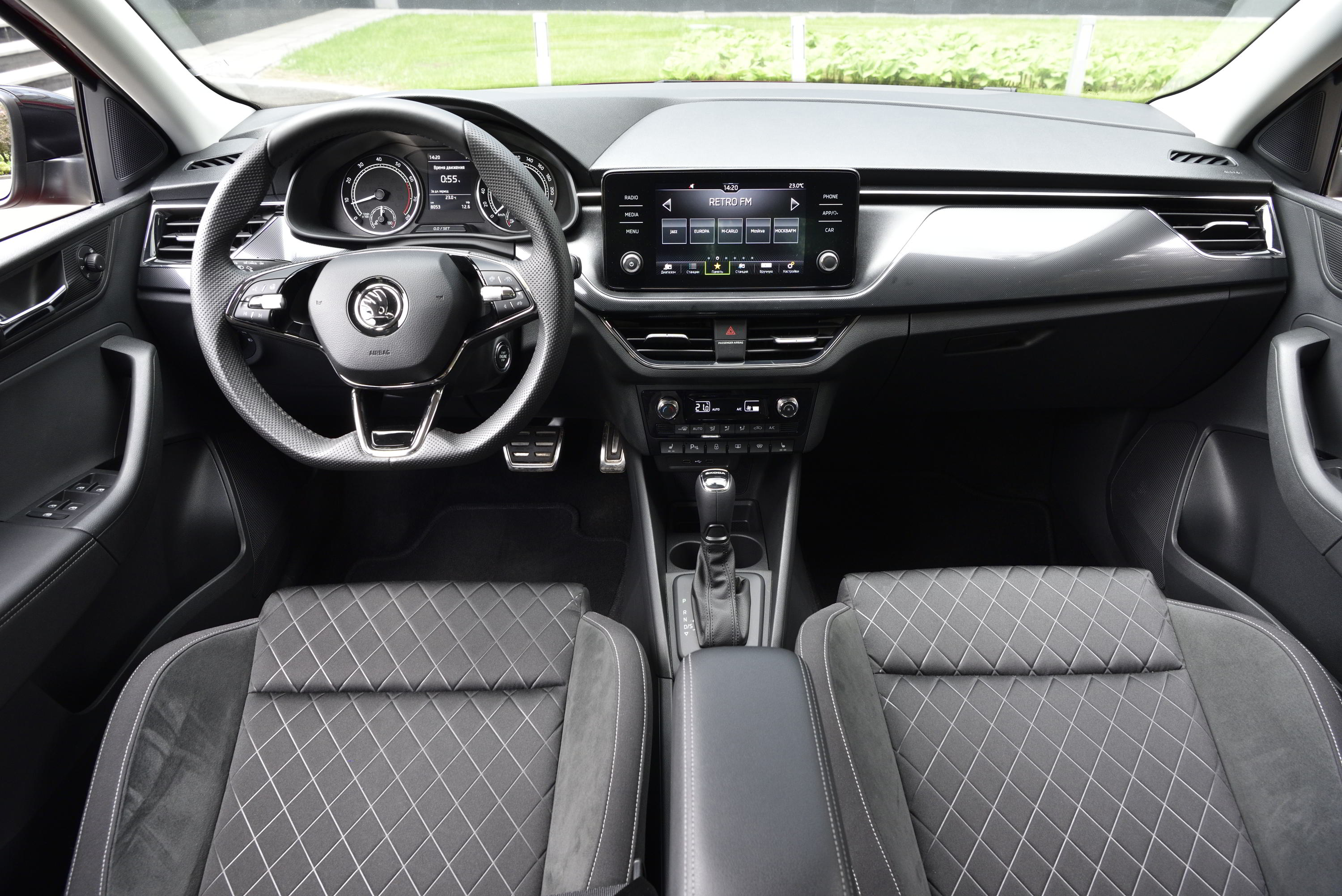
інтер'єр (фейсліфт 2020, рФ)

## 5d хетчбек (Rapid Spaceback; NH1; 2013–2023)

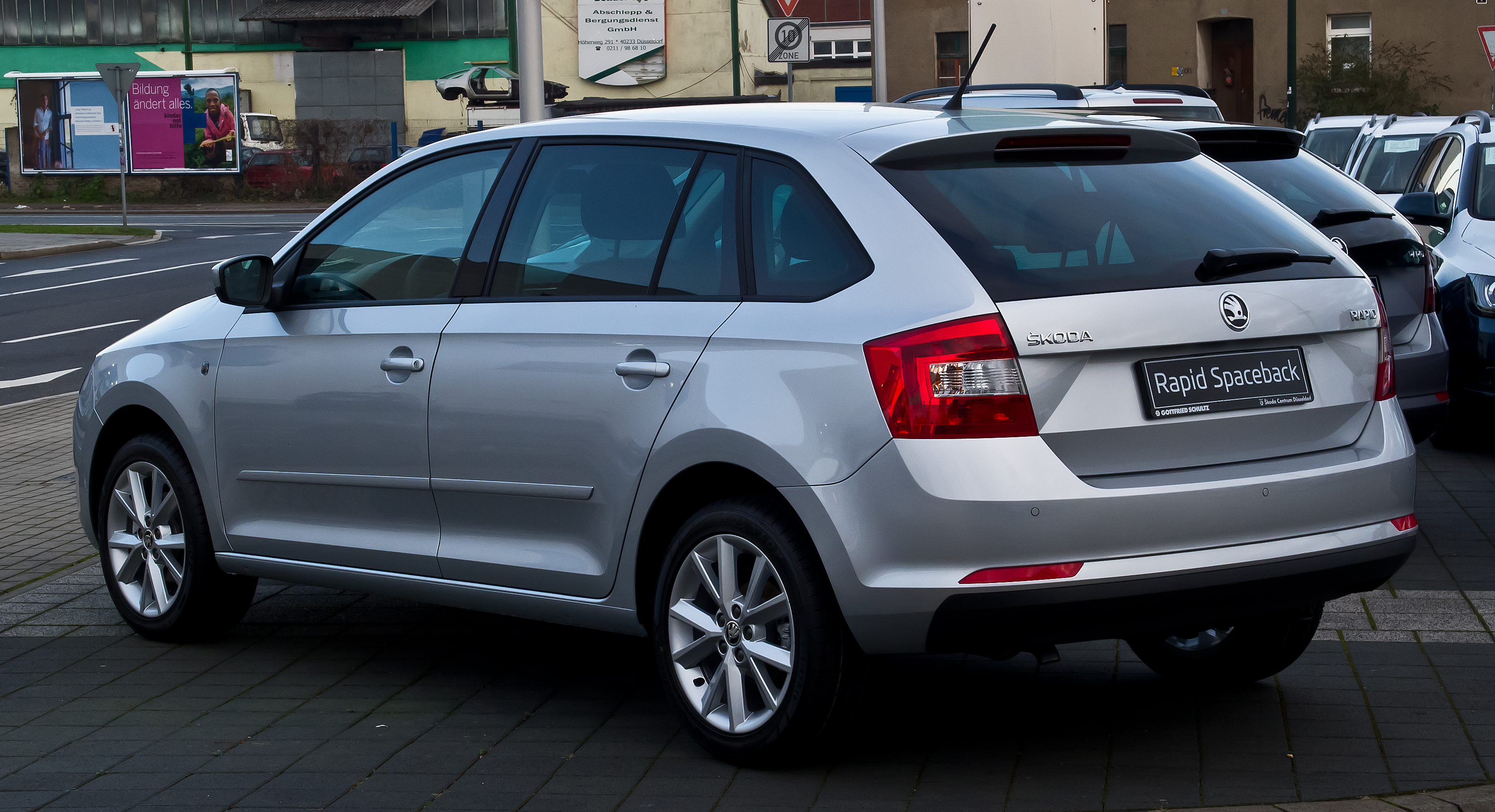
Škoda Rapid Spaceback

Навесні 2013 року оголошено про випуск Rapid з кузовом хетчбек, який представлено восени 2013 року на автосалоні в Франкфурті під назвою Rapid Spaceback.
У модельному ряду Skoda автомобіль займає місце між меншою Fabia і більшою Octavia. Крім того, в автомобілі використовуються елементи від Roomster і Fabia. За розмірами Rapid подібний з Octavia першого покоління, однак має на 90 мм більшу колісну базу, внаслідок чого місця для ніг на задньому ряду сидінь значно більше, а також на 22 літри більший багажний відсік.
Довжина машини становить 4483 мм, колісна база 2600 мм.
У гамму двигунів увійшли турбовані бензинові агрегати об'ємом 1,2 літра потужністю 85 або 105 кінських сил, 1,4 літра, що розвиває 122 кінських сил і 2,0 літра потужністю 140 кінських сил. Також не виключено, що в Європі седан можна буде замовити і з трициліндровим двигуном об'ємом один літр, що дебютував на компакт-карах Volkswagen up! і Škoda Citigo. Серед дизелів «Рапіда» будуть представлені 1,6 - і 2,0-літрові «четвірки».

### Двигуни
| Модель       | Об'єм см³ | Циліндри/ Клапани | Потужність кВт (к.с.) при об/хв | Крутний мемент Нм при об/хв | Трансмісія             | Роки виробництва |           |
| Бензинові    | Бензинові | Бензинові         | Бензинові                       | Бензинові                   | Бензинові              | Бензинові        | Бензинові |
| ------------ | --------- | ----------------- | ------------------------------- | --------------------------- | ---------------------- | ---------------- | --------- |
| 1.0 TSI      | 999       | 3/12              | 70 (90) / 5500                  | 160 / 3500                  | 5-ст. МКПП / 7-ст. DSG | з 2017 по 2019   |           |
| 1.0 TSI      | 999       | 3/12              | 81 (110) / 5600                 | 200 / 3500                  | 6-ст. МКПП             | з 2017 по 2019   |           |
| 1.2 MPI      | 1198      | 3/12              | 55 (75) / 5400                  | 112 / 3750                  | 5-ст. МКПП             | з 2012 по 2015   |           |
| 1.2 TSI      | 1197      | 4/8               | 77 (105) / 5000                 | 175 / 1550–4100             | 6-ст. МКПП             | з 2012 по 2015   |           |
| 1.2 TSI      | 1197      | 4/16              | 66 (90) / 4400                  | 160 / 1400–3500             | 5-ст. МКПП             | з 2015 по 2017   |           |
| 1.2 TSI      | 1197      | 4/16              | 81 (110) / 4600                 | 175 / 1400–4000             | 6-ст. МКПП / 7-ст. DSG | з 2015 по 2017   |           |
| 1.4 TSI      | 1390      | 4/16              | 90 (122) / 5000                 | 200 / 1500–4000             | 7-ст. DSG              | з 2012 по 2015   |           |
| 1.6 16V      | 1598      | 4/16              | 77 (105) / 5600                 | 153 / 3800                  | 5-ст. МКПП             | з 2012           |           |
| Дизельні     |           |                   |                                 |                             |                        |                  |           |
| 1.6 TDI (CR) | 1598      | 4/16              | 66 (90) / 4200                  | 230 / 1500–2500             | 5-ст. МКПП / 7-ст. DSG | з 2013 по 2015   |           |
| 1.6 TDI      | 1598      | 4/16              | 77 (105) / 4400                 | 250 / 1500–2500             | 5-ст. МКПП             | з 2012 по 2015   |           |
| 1.           |           |                   |                                 |                             |                        |                  |           |

## Продажі
| Рік  | Європа | Китай  | рФ     |
| ---- | ------ | ------ | ------ |
| 2012 | 2,929  |        |        |
| 2013 | 38,447 | 36,052 |        |
| 2014 | 76,925 | 78,256 | 19,975 |
| 2015 | 67,974 | 57,568 | 24,547 |
| 2016 | 67,423 | 67,149 | 25,931 |
| 2017 | 66,512 | 64,853 | 29,445 |
| 2018 | 60,906 | 58,849 | 35,089 |
| 2019 | 28,110 | 45,758 | 35,121 |
| 2020 | 311    | 30,157 | 26,267 |
| 2021 |        | 10,150 | 41,680 |